# The Spaghetti Incident?
The Spaghetti Incident? es el quinto álbum de estudio de la banda de hard rock estadounidense Guns N' Roses, grabado entre finales del año 1992 y principios del 1993. El álbum llegó al puesto n.º 3 en la listas de Estados Unidos y consiguió la certificación de doble platino. En Reino Unido, el álbum escaló al segundo puesto, siendo certificado quíntuplo disco de oro. En otros países como Canadá, Australia, Nueva Zelanda, Holanda, Japón y Alemania el disco obtuvo numerosas certificaciones que le valieron estar en lo más alto de las respectivas listas musicales. En Estados Unidos, The Spaghetti Incident? vendió en su primera semana 450 000 mil copias, una cifra bastante menor comparada a la de su predecesor, Use Your Illusion II, que vendió un millón y medio. Hasta la fecha el álbum ha vendido más de 4 millones de copias en todo el mundo.
Debido a la tensa relación entre los integrantes de la banda, el lanzamiento del disco consistió en versiones de canciones de otras bandas y artistas, que de alguna manera fueron de gran influencia para la banda, como el caso de Nazareth, Johnny Thunders, The Damned, The Stooges, UK Subs, T. Rex y Sex Pistols entre otros. También fue el último trabajo de estudio con parte de la alineación "clásica" de la banda, debido a que a la postre la banda se separaría. También es el último trabajo de Axl Rose junto a Slash, que no lograrían recomponer su relación hasta agosto de 2015, 19 años después.
El álbum debutó en el N.º 3 del Billboard 200, vendiendo 450 mil copias en su primera semana.
En su crítica, AllMusic alabó el álbum, destacando lo bien logrado que estaba, para haber sido producido en medio de un caos de drogas, peleas y todo tipo de excesos. También destacó la rotación en cuanto al vocalista, ya que algunas canciones fueron cantadas por Rose y otras por Duff McKagan, pero indicó que al álbum "Carecía de la suficiente ira y rabia" al ser un álbum directamente destinado a ser punk rock. Pero, señaló que el álbum era lo más cercano en cuanto a sonido al mítico, transgresor y rabioso debut de la banda Appetite for Destruction (1987).
Finalmente The Spaghetti Incident? logró ser un éxito sin miramientos, pero que a algunos aficionados dejó con gusto a poco, debido al nivel de Guns N' Roses. A pesar del éxito comercial del álbum, muchos fanáticos de la banda consideraron el álbum como un fracaso y como el peor de la banda.
La revista Rolling Stone, señaló que el álbum sería épico y una pieza soñada para cualquier artista, menos para Guns N' Roses. La última canción del álbum, "Look at Your Game, Girl", una pista oculta, desataría una gran polémica por todo el mundo, pero especialmente en EE. UU. El grupo versionaba una canción cuya autoría pertenecía a Charles Manson. Algunos expertos aseguran que este incidente perjudicó tanto y de manera irreversible la imagen y popularidad del grupo musical, que supondría el principio del fin para la banda.

## Antecedentes
Muchas de las canciones del álbum fueron grabadas con el guitarrista original Izzy Stradlin, durante las sesiones de los álbumes Use Your Illusion I y II y luego fueron regrabadas por Gilby Clarke. Esas canciones estaban anteriormente destinadas a ser incluidas en un álbum Use Your Illusion combinado, consistiendo en tres (o incluso 4) discos, en lugar de los dos discos separados que terminó siendo.

## Título
El título es una broma interna. Se refiere a una pelea de espaguetis entre Axl Rose y Steven Adler. Mucho tuvo que ver esta guerra de comida durante la resolución de demanda de Adler con la banda en 1993, en el que el abogado de Adler se refiere a ella como "The Spaghetti Incident". El significado fue explicado por el baterista Matt Sorum en una entrevista de 1994 con Much Music y confirmado por Slash en su autobiografía, "Slash".

## Lista de canciones
| N.º | Título                                    | Escritor(es)                                              | Artista original   | Duración                           |  |
| 1.  | «Since I Don't Have You»                  | Joseph Rock, James Beaumont                               | The Skyliners      | 4:19                               |  |
| 2.  | «New Rose»                                | Brian James                                               | The Damned         | 2:38                               |  |
| 3.  | «Down on the Farm»                        | Alvin Gibbs, Charlie Harper, Nicholas Garrett             | U.K. Subs          | 3:28                               |  |
| 4.  | «Human Being»                             | Johnny Thunders, David Johansen                           | New York Dolls     | 6:48                               |  |
| 5.  | «Raw Power»                               | Iggy Pop, James Williamson                                | The Stooges        | 3:11                               |  |
| 6.  | «Ain't It Fun»                            | Cheetah Chrome, Peter Laughner                            | The Dead Boys      | 5:05                               |  |
| 7.  | «Buick Makane (Big Dumb Sex)»             | Marc Bolan Chris Cornell                                  | T. Rex Soundgarden | 2:39                               |  |
| 8.  | «Hair of the Dog»                         | Dan McCafferty, Pete Agnew, Manny Charlton, Darrell Sweet | Nazareth           | 3:54                               |  |
| 9.  | «Attitude»                                | Glenn Danzig                                              | Misfits            | 1:27                               |  |
| 10. | «Black Leather»                           | Steve Jones, Paul Cook                                    | The Sex Pistols    | 4:08                               |  |
| 11. | «You Can't Put Your Arms Around a Memory» | Johnny Thunders                                           | Johnny Thunders    | 3:35                               |  |
| 12. | «I Don't Care About You»                  | Lee Ving                                                  | Fear               | 2:11 / 4:51 (incluida la pista 13) |  |
| 13. | «Look at Your Game, Girl» (pista oculta)  | Charles Manson                                            | Charles Manson     | 2:34                               |  |

## Miembros
- Axl Rose: Voz y mirlitón en "Human Being".
- Slash: Guitarra líder y segunda voz en "Buick Mackane".
- Gilby Clarke: Guitarra rítmica y voces de fondo.
- Duff McKagan: Bajo, voz, batería, guitarra acústica en "You Can't Put Your Arms Around A Memory", voz en "New Rose", "Attitude", "You Can't Put Your Arms Around a Memory" y segunda voz en "Raw Power".
- Matt Sorum: Batería, percusiones y segunda voz.
- Dizzy Reed: Piano, teclado y percusiones.

## Colaboraciones
- Michael Monroe - Voces en "Ain't It Fun".
- Mike Staggs - Guitarra en "Ain't It Fun".
- Mike Fasano - Percusión en "Hair of the Dog".
- Richard Duguay - Guitarra líder en "You Can't Put Your Arms Around a Memory".
- Eddie Huletz - Voces en "You Can't Put Your Arms Around a Memory".
- Stuart Bailey, Eric Mills, Rikki Rachtman, Blake Stanton - Voces en "I Don't Care About You".
- Carlos Booy - Guitarra acústica en "Look at Your Game, Girl".